# Zombie Panic! Source
Zombie Panic! Source (с англ. — «зомби-паника!») — многопользовательская модификация для игры Half-Life 2. Это классический survival horror, перенесенный на движок Source, и доступный для свободного скачивания через Steam.

## Игровой процесс
В игре есть три режима: Выживание (ZPS), Задание (ZPO) и Хардкор (ZPH). В начале раунда игроки делятся на две команды (зомби и люди). Первые должны истребить вторых, а вторые — убить первых или продержаться. Если все игроки выбирают команду людей, то один из них случайным образом выбирается на роль первого зомби. Есть кнопка «паники», которая выбрасывает все вещи кроме оружия, которое игрок держит в руках, что позволяет убежать от зомби быстрее.
У людей пять видов оружия: пистолеты, дробовики, гранаты, автоматы и орудия ближнего боя. Люди, используя этот арсенал, должны выжить. Все люди начинают игру с пистолетом и оружием ближнего боя. Также есть возможность заваливать проходы с помощью разбросанных по уровням различной мебели, декора, и прочих предметов, которые могут быть использованы для выстраивания баррикад, блокирования прохода зомби, или для постройки форта, чтобы отбиваться от наседающих толп. Также доступен специальный инструмент: молоток, который может быть использован для крепления досок и баррикадирования. Погибшие люди становятся зомби.
Зомби начинают раунд в небольших количествах, с целью сорвать попытки людей (выжить или завершить цель). У Зомби есть альтернативный способ видения zombie vision («зрение зомби»), который позволяет лучше видеть при слабом свете, а также подсвечивает перемещающихся выживших красным цветом, а заражённых выживших — зелёным. Зомби передвигаются медленнее чем люди, но способны совершить кратковременный рывок, энергия на который расходуется, но может восстановиться при нанесении ударов по выжившим. Здоровье зомби постепенно восстанавливается.
Один из зомби — переносчик инфекции, у него более высокое здоровье, чем у прочих зомби, его глаза не светятся в ночи; его можно отличить по издаваемым звукам и внешнему виду. Нанося повреждения людям, такой зомби с некоторой вероятностью заражает жертву, которая со временем также превращается в зомби. Избавиться от инфекции с помощью аптечек невозможно, но заражённый человек становится подвержен дружественному огню, что позволяет другим игрокам из команды людей убить заражённого ещё до того, как он превратится в зомби.

### Режимы
- Выживание — зомби появляются с разным числом количества возрождений в зависимости от количества выживших. В этом режиме раунд будет окончен только если одна сторона полностью уничтожит другую или если хотя бы один из оставшихся в живых продержится 15 минут. После смерти игравший за выживших игрок пополняет ряды зомби, а также последним даётся большее число возрождений.
- Задание — выжившим поставлена некоторая задача, которую необходимо решить в кратчайшие сроки. У зомби бесконечное число жизней, поэтому их остановить невозможно.
- Хардкор — оставшимся в живых нужно противостоять толпам обезумевших тварей в течение 5—15 минут. В этом режиме зомби намного сильнее. Все это время команда людей должна работать очень слаженно, поскольку все зомби переносят инфекцию (шанс заражения составляет 80 %) и получают меньше урона от огнестрельного оружия и взрывчатых веществ.

## История разработки
Zombie Panic! Source начала разрабатываться в 2005 году, первая бета-версия была выпущена 28 декабря 2007. В 2006 Zombie Panic! Source была номинирована как один из ста лучших разрабатываемых модификаций Mod DB. Через год Zombie Panic! Source выиграла звание лучшей разрабатываемой модификации Mod DB по мнению игроков. 9 февраля 2008 года Zombie Panic! Source был обсужден в первом подкасте от ModDB. Модификация была представлена в марте 2008 в журнале PC Gamer.
Летом 2018 года, благодаря уязвимости в защите Steam Web API, стало известно, что точное количество пользователей сервиса Steam, которые играли в модификацию хотя бы один раз, составляет 2 573 292 человека.